# Jardim Carvalho
Jardim Carvalho é um bairro da zona leste da cidade brasileira de Porto Alegre, capital do estado  do Rio Grande do Sul. Foi criado pela Lei 6720 de 21 de novembro de 1990. Em 2019 o bairro contava com: 25.386 habitantes, distribuídos por seus 392,3 hectáres, com uma densidade populacional de 6.471,06 hab./km². A taxa de analfabetismo do bairro era de 2,57%, levemente menor que o índice geral de Porto Alegre que era de 3,86%. A renda média era de 3,24 salários mínimos por domicílio. O seu Índice de Desenvolvimento Humano Municipal é de 0,770, levemente inferior em comparação o índice de 0,805 da cidade.

## Características atuais
Está localizado na zona leste de Porto Alegre. O Jardim Carvalho possui em seu território pequenos núcleos
residenciais (ou microbairros) que o complementam, atuando muitas vezes como espaços “autônomos”
dentro do bairro. São eles: Ipê I, Ipê II, Cefer I, Cefer II, Jardim das Bandeiras, Brasília e Conjunto Residencial América.
Suas principais avenidas são: Avenida Antônio de Carvalho, Avenida Protásio Alves e Avenida Ipiranga.

## Pontos de referência
Áreas verdes
- Praça Marcos Rubim (às vezes dito Parque Marcos Rubim)
- Praça Hugo Muxfeldt
- Praça Vinte de Novembro

Educação
- Escola Estadual de Ensino Fundamental Aldo Locatelli
- Escola Estadual de Ensino Fundamental Érico Veríssimo
- Escola Estadual de Primeiro Grau Herófilo Azambuja
- Escola Estadual de Ensino Fundamental Ibá Ilha Moreira
- Instituição Estadual Professora Gema Angelina Bélia

Outros
- CEEE - Av. Joaquim Porto Villanova, 201

- Corsan, na Avenida Antônio de Carvalho, nº 2667[3]
- Hospital Independência Divina Providência, na Avenida Antônio de Carvalho, n° 450[4]
- USF Brasília, na Rua Juvenal Cruz, nº 246 - Brasília[5]
- USF Jardim Carvalho, na Rua Três, nº 10 - Cefer I[6]
- USF Milta Rodrigues, na Rua Comendador Eduardo Secco, nº 200 - Ipê I[7]
- Administração Lojas Renner  - Av Joaquim Porto Villanova, 401

## Limites atuais
Da esquina da Avenida Protásio Alves com a Rua Alá, prolongando-se pela Avenida Protásio Alves, no sentido centro-bairro, até o Beco Souza Costa; desta esquina, pelo Beco Souza Costa e seu prolongamento projetado pelo plano diretor até encontrar a Rua Comendador Eduardo Secco; pelo prolongamento desta rua até o limite da área urbana de ocupação intensiva; e; por este limite; até o ponto de encontro do Beco dos Marianos com o prolongamento da Avenida Ipiranga; por esta avenida, no sentido bairro-centro, até encontrar a rua projetada, diretriz do Plano Diretor nº2705, na frente ou ao lado da CEEE; por esta via projetada, sentido norte, até encontrar a rua projetada, diretriz do Plano Diretor 2709; e; por esta, no sentido leste, até encontrar o prolongamento da Rua José Madrid; por este prolongamento segue até a esquina da Rua Alá; indo, finalmente, por esta via até a Avenida Protásio Alves.
Seus bairros vizinhos são: Bom Jesus, Jardim do Salso, Vila Jardim, Jardim Itu-Sabará, Morro Santana e Agronomia.